# UFC on Fox: Johnson vs. Benavidez 2
UFC on Fox: Johnson vs. Benavidez 2 (también conocido como UFC on Fox 9) fue un evento de artes marciales mixtas celebrado por Ultimate Fighting Championship el 14 de diciembre de 2013 en el Sleep Train Arena en Sacramento, California.

## Historia
El evento estelar fue una pelea de revancha por el Campeonato de Peso Mosca entre el campeón Demetrious Johnson y el retador Joseph Benavidez.
El evento coestelar contó con un combate entre los principales contendientes de peso gallo Urijah Faber y Michael McDonald.
Se esperaba que Jamie Varner se enfrentara a Pat Healy en este evento. Sin embargo, Varner se retiró de la pelea debido a una lesión y fue reemplazado por Bobby Green.
Se esperaba que Kelvin Gastelum se enfrentara a Court McGee en este evento. Sin embargo, Gastelum se retiró de la pelea citando una lesión no divulgada y fue reemplazado por Ryan Laflare.
Se esperaba que John Moraga se enfrentara a Darren Uyenoyama en el evento. Sin embargo, Moraga se retiró de la pelea debido a una lesión no divulgada y fue reemplazado por el recién llegado a la promoción Alptekin Ozkilic.

## Resultados
1. ↑  Por el Campeonato de Peso Mosca de UFC.

## Premios extra
Cada peleador recibió un bono de $50,000.
- Pelea de la Noche: Danny Castillo vs. Edson Barboza
- KO de la Noche: Demetrious Johnson
- Sumisión de la Noche: Urijah Faber